# The Heath Brothers
The Heath Brothers waren eine amerikanische Jazzgruppe um die Brüder Albert, Percy und Jimmy Heath.

## Bandgeschichte
Gegründet wurden die Heath Brothers 1975 von dem Tenorsaxophonisten Jimmy Heath, dem Bassisten Percy Heath, dem Schlagzeuger Albert Heath und dem Pianisten Stanley Cowell. Tony Purrone (Gitarre) and Jimmy Heaths Sohn James Mtume (Perkussion) stießen später zur Gruppe. Albert „Tootie“ Heath verließ 1978 die Band und wurde kurze Zeit von Akira Tana ersetzt, bevor Tootie 1982 kurz in die Band zurückkehrte. Ende der 1990er Jahre wurde die Formation für zwei Alben für Concord Records reaktiviert, die mit renommierten Gastsolisten aufgenommen wurden. Auf dem Album As We Were Saying … wirkten außer den Brüdern Heath Jon Faddis, Slide Hampton, Roland Hanna, Mark Elf und James Mtume mit; beim folgenden Album Jazz Family spielten außerdem Earl Gardner, Joe Wilder, Benny Powell, John Clark und Bob Stewart. 
Nach Einschätzung von Sott Yanow im All Music Guide spielten die Heath Brothers originär Hardbop, integrierten aber auch Einflüsse von R&B.
Nach Percy Heath´ Tod bestand die Band aus Albert „Tootie“ Heath, Jimmy Heath und verschiedenen Begleitmusikern. Auf der DVD, Brotherly Jazz: The Heath Brothers, aufgenommen 2004, kurz vor Percy Heaths Tod, spielen die Brüder das letzte Mal zusammen.

## Diskografische Hinweise

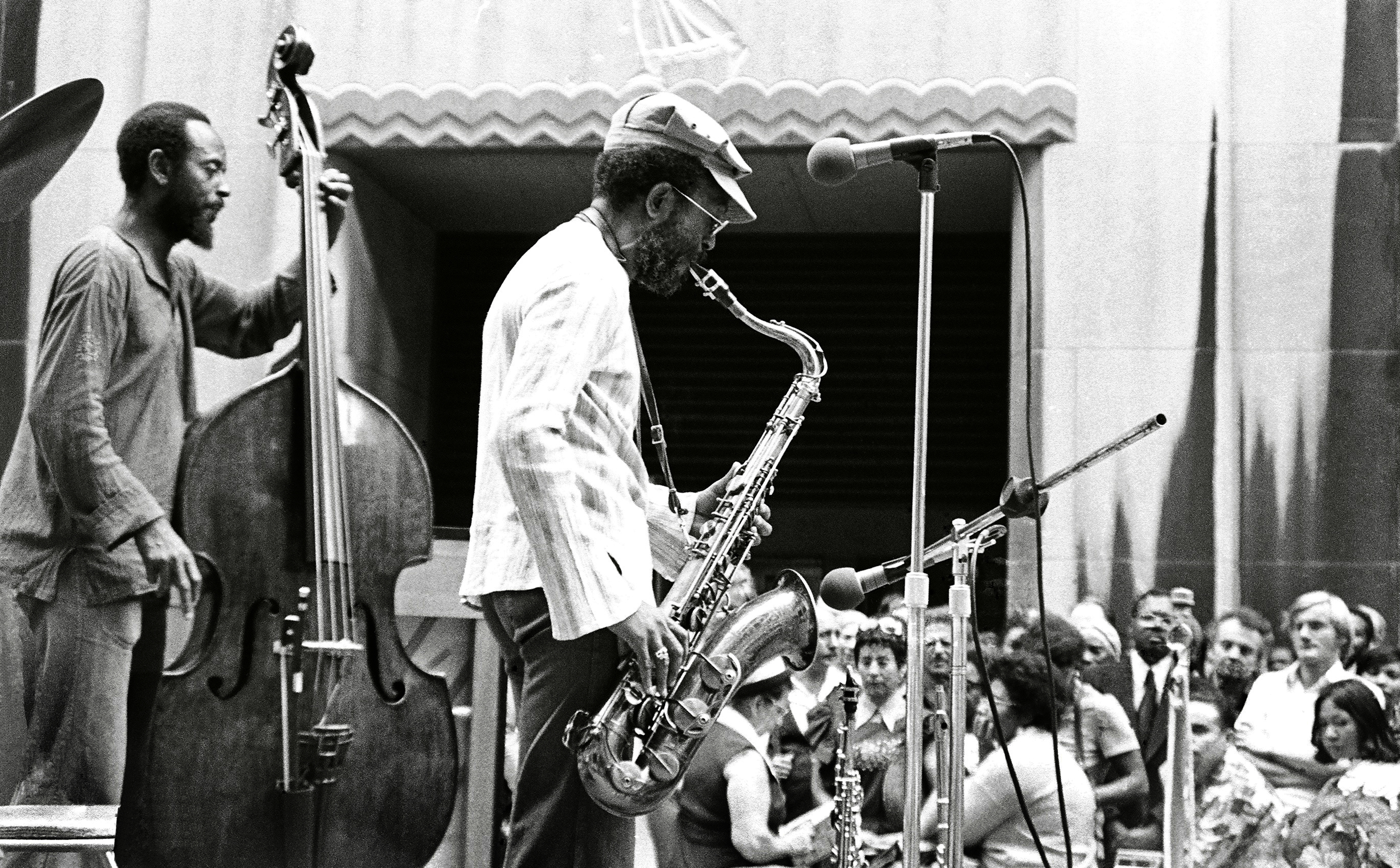
Percy und Jimmy Heath

### Alben der Heath Brothers
- 1975: Marchin' On (Strata-East)
- 1976: Heath Brothers & Les DeMerle: Smilin´ Billy Suite/A Day in the Life (Strata East, 1976, veröffentlicht 1998)
- 1978: Passin' Thru (Columbia)
- 1979: Live At The Public Theatre (Columbia)
- 1979: In Motion (Columbia)
- 1980: Expressions Of Life (Columbia)
- 1981: Brotherly Love (Antilles)
- 1981: Brothers And Others (Antilles)
- 1997: As We Were Saying (Concord)
- 1998: Jazz Family (Concord)

### DVD
- Brotherly Jazz:The Heath Brothers